# Næste stop (film fra 2018)
|  | Denne artikel er oprettet af botten Steenthbot ud fra en ekstern database. Den kan derfor have sproglige fejl eller mangler. Denne skabelon kan fjernes efter kontrol af indholdet. |

 For alternative betydninger, se Næste stop. (Se også artikler, som begynder med Næste stop)
Næste stop er en dansk kortfilm fra 2018 instrueret af Daniel Kragh-Jacobsen.

## Handling
18-årige Siv er på vogntur med sine klassekammerater for at fejre, at de netop er blevet studenter. Det burde være den bedste dag i hele hendes ungdom og kulminationen på gymnasietiden, men for Siv handler det kun om at slippe helskindet igennem vognturen. Siv bor alene med sin kærlige, men utilregnelige mor, Pia, som har et alkoholmisbrug. Hun gruer derfor for at få klassekammeraterne på besøg for første gang i 3 år, men Pia har lovet at tage godt imod klassen og holde sig ædru. Siv får dog bekræftet sine bange anelser, da klassen ankommer til et tomt hus, og da Pia dukker op, må Siv kæmpe for at opretholde både sin egen og sin mors værdighed foran hele klassen.

## Medvirkende
- Ann Eleonora Jørgensen, Pia
- Mathilde Arcel Fock, Siv
- Rex Leonard, Oliver
- Kasper Løfvall Stensbirk, Frederik
- Max Levin Kugler, Joakim
- Anders Mossling, Chauffør
- Maria Trampedach, Laura